# Coming Back As a Man
Coming Back As a Man is de twaalfde single van de Nederlandse zangeres Caro Emerald en de vijfde single afkomstig van haar tweede studioalbum The Shocking Miss Emerald uit 2013. De single is uitgebracht op 10 april 2014 in de Benelux.